# Petra Kojdová
Petra Kojdová (ur. 23 września 1993) – czeska siatkarka, reprezentantka kraju, grająca na pozycji przyjmującej. 

## Sukcesy klubowe
Liga czeska:
- 2019
- 2015, 2016, 2022[2], 2023[3]